# 維洛尼亞 (阿肯色州)
維洛尼亞（英語：Vilonia）是一個位於美國阿肯色州福克納縣的城市。

## 地理
維洛尼亞的座標為35°04′38″N 92°12′45″W / 35.07722°N 92.21250°W，而該地的平均海拔高度為94米（即308英尺）。

## 人口
根據2020年美國人口普查的數據，維洛尼亞的面積為20.66平方千米，當中陸地面積為20.65平方千米，而水域面積為0.01平方千米。當地共有人口4288人，而人口密度為每平方千米207人。